# Ctenoplusia sigillata
Ctenoplusia sigillata is een vlinder uit de familie van de uilen (Noctuidae). De wetenschappelijke naam van de soort werd voor het eerst geldig gepubliceerd in 1970 door Claude Dufay.